# خواكين راميريز
خواكين راميريز (بالإسبانية: Joaquín Ramírez)‏ هو شخصية أعمال وسياسي بيروفي، ولد في 7 يناير 1970 في إقليم كاخاماركا في بيرو. حزبياً، نشط في Popular Force ‏. وقد انتخب عضو مجلس الشيوخ البيروفي ‏.